# Lüe
Lüe is een gemeente in het Franse departement Landes (regio Nouvelle-Aquitaine) en telt 464 inwoners (1999). De plaats maakt deel uit van het arrondissement Mont-de-Marsan.

## Geografie
De oppervlakte van Lüe bedraagt 103,8 km², de bevolkingsdichtheid is 4,5 inwoners per km².
De onderstaande kaart toont de ligging van Lüe met de belangrijkste infrastructuur en aangrenzende gemeenten.

## Demografie
Onderstaande figuur toont het verloop van het inwonertal (bron: INSEE-tellingen).